# Saúl en la olla
Saúl en la olla fue un programa colombiano del canal Inravision que luego pasó a ser programado y producido por Cinevisión entre 1984 y 1987 a través de la cadena uno. Su presentación estuvo a cargo de Saúl García Vieira y dirección por Nelly Ordóñez.

## Temática
Saúl García Vieira fue un hombre mayor que se dedicó a enseñar recetas y tips de cocina a los televidentes. Su primera emisión fue el 3 de enero de 1984  y finalizó el 30 de junio de 1987. Se transmitió todos los martes a las 12 del mediodía y durante el tiempo que estuvo al aire se mantuvo este horario, exceptuando los días festivos. Contó con 180 capítulos y una duración de 30 minutos por cada uno.
Este hacía uso de picantes refranes y consiguió cautivar a su público con chistes y chanzas, además de enseñar recetas sencillas, baratas y sabrosas con una clara inclinación a la cocina Colombiana. Un claro ejemplo es el episodio "postres de chocolate", Saúl García Vieira y Nohora Sánchez presentan los pasos e ingredientes para la preparación de dos postres, comenzando con las fresas con chocolate, seguido de un delicioso mousse de chocolate.
Gran parte de la población colombiana disfrutaba del humor y el método de enseñanza de Saúl, por medio de este programa se vio una perspectiva diferente a la cocina, ya que había un hombre cocinando dentro de ella y no lo usual de estos programas, ver a una mujer de media o avanzada edad cocinar.